# Bahnhof Adelaide

Der Bahnhof Adelaide ist ein Kopfbahnhof im Stadtzentrum der australischen Großstadt Adelaide. Er ist Knotenpunkt im Netz des Adelaide Metro-Vorortsbahnnetzes und wird ausschließlich von dessen Zügen bedient. Der Fernverkehr wird seit 1984 im Adelaide Parklands Terminal außerhalb des Stadtzentrums abgewickelt.

## Geschichte
Am 19. April 1856 wurde mit der Bahnstrecke von Adelaide nach Port Adelaide die erste staatliche Eisenbahn des britischen Weltreichs (Empire) mit einem Bahnhof an der heutigen Stelle in North Terrace eröffnet. In den Folgejahren wurden zahlreiche weitere Eisenbahnlinien im Umland errichtet. 1887 startete mit dem Intercolonial Express (heute The Overland) die erste durchgehende Fernverkehrsverbindung in einen anderen Bundesstaat, nach Melbourne in Victoria.

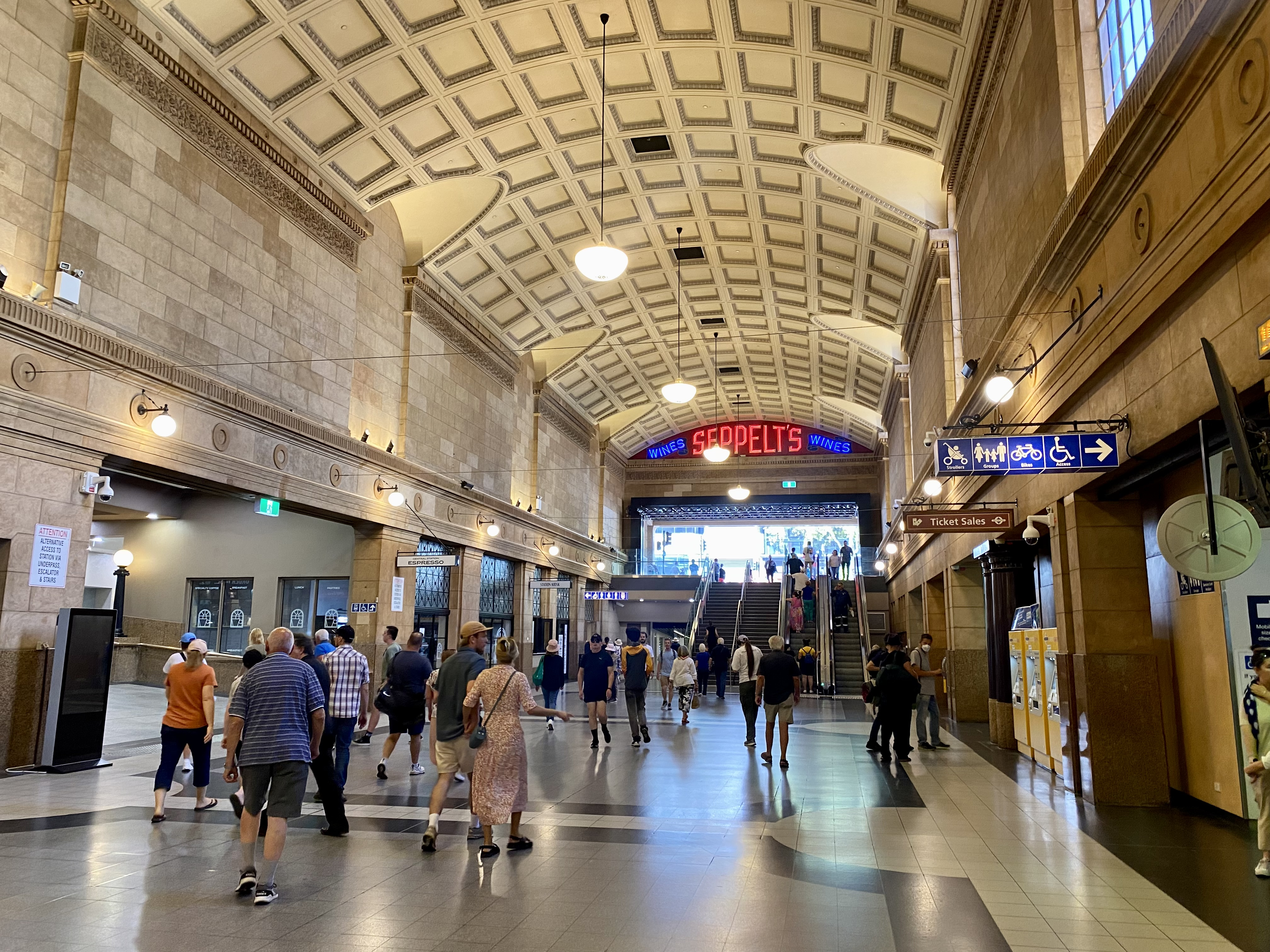
Die Halle des Bahnhofsgebäudes im Jahr 2023

Durch den weiteren Ausbau stieß der Bahnhof bald an seine Kapazitätsgrenzen, so dass zwischen 1926 und 1928 ein neuer Bahnhof mit 13 Geleisen errichtet wurde. Das denkmalgeschützte Bahnhofsgebäude wird seit 1985 als Adelaide Casino genutzt.
1978 wurden die stark bankrottbedrohten South Australia Railways auf staatlichen Beschluss aufgespalten: Der Lokalverkehr der Metropolregion Adelaide verblieb im Besitz des Bundesstaates South Australia, die heutige Adelaide Metro. Der Regionalverkehr im Bundesstaat und die überregionale Fernverkehrsverbindung nach Melbourne gelangten in Besitz der Australian National Railway Commission (ANRC bzw. AN). Bis 1984 nutzten auch die AN-Züge unter Entrichtung einer Nutzungsgebühr an die bundesstaatliche State Transport Authority den Bahnhof Adelaide, bis das neue Keswick Terminal errichtet wurde.
Von 1985 bis 1987 wurde der Bahnhof komplett umgebaut. Nebst der Nutzung des bestehenden Empfangsgebäudes als Casino wurden die Gleisanlagen mit einem Hotel (dem heutigen InterContinental Adelaide) und einem Kongresszentrum überbaut. Zwischen 2021 und 2023 wurden Sanierungsarbeiten am Bahnhofsgebäude vorgenommen und eine obsolet gewordene Fußgängerbrücke zwischen dem InterContinental und dem Casino abgebrochen.

## Verkehr
Der Bahnhof wird von allen in 1600-mm-Breitspur gefahrenen Eisenbahnlinien der Adelaide Metro bedient. Sie bieten Verbindungen nach Flinders, Seaford, Belair, Gawler, Grange, Osborne und North Haven. Zudem befindet sich an der North Terrace eine Haltestelle der Straßenbahn Adelaide.